# Tetraleurodes truncatus
Tetraleurodes truncatus là một loài côn trùng cánh nửa trong họ Aleyrodidae, phân họ Aleyrodinae.
Tetraleurodes truncatus được Sampson & Drews miêu tả khoa học đầu tiên năm 1941.